# Барра-Манса
Ба́рра-Ма́нса (порт. Barra Mansa) — муниципалитет в Бразилии, входит в штат Рио-де-Жанейро. Составная часть мезорегиона Юг штата Рио-де-Жанейро. Входит в экономико-статистический  микрорегион Вали-ду-Параиба-Флуминенси. Население составляет 176 151 человек на 2006 год. Занимает площадь 548,9 км². Плотность населения — 321,8 чел./км².

## История
Город основан 3 октября 1832 года. 

## Статистика
- Валовой внутренний продукт на 2003 год составляет 2 040 595 569,00 реалов (данные: Бразильский институт географии и статистики).
- Валовой внутренний продукт на душу населения на 2003 год составляет 11 749,51 реалов (данные: Бразильский институт географии и статистики).
- Индекс развития человеческого потенциала на 2000 год составляет 0,806 (данные: Программа развития ООН).

## География
Климат местности: горный тропический. В соответствии с классификацией Кёппена, климат относится к категории Cwa.